# Мили Хюз-Фулфорд
Мили Елизабет Хюз-Фулфорд (на английски: Millie Elizabeth Hughes-Fulford) e американска астронавтка, участник в един космически полет.

## Образование
Мили Е. Хюз-Фулфорд завършва колеж в Минерал Уелс, Тексас през 1962 г. През 1968 г. завършва университета Тарлетон в Тексас, с бакалавърска степен по биология и химия. През 1972 г. защитава докторат в Женския университет на Тексас. До смъртта си е професор по биохимия в Калифорнийския университет в Сан Франциско.

## Служба в НАСА
Избрана е за астронавт от НАСА на 9 януари 1984 г., Група Spacelab-4. След катастрофата на космическата совалка Чаланджър е реселектирана отново на 24 февруари 1989 г., Група SLS-1. Участва в един космически полет. Напуска НАСА на 4 юни 1991 г.

## Полет
М. Е. Хюз-Фулфорд лети в космоса като член на екипажа на мисия STS-40:
| Космически полет на Мили Елизабет Хюз-Фулфорд                 | Космически полет на Мили Елизабет Хюз-Фулфорд | Космически полет на Мили Елизабет Хюз-Фулфорд | Космически полет на Мили Елизабет Хюз-Фулфорд | Космически полет на Мили Елизабет Хюз-Фулфорд | Космически полет на Мили Елизабет Хюз-Фулфорд | Космически полет на Мили Елизабет Хюз-Фулфорд |
| №                                                             | Дата                                          | КК                                            | Емблема на мисията                            | Функции                                       | Продължителност                               |                                               |
| ------------------------------------------------------------- | --------------------------------------------- | --------------------------------------------- | --------------------------------------------- | --------------------------------------------- | --------------------------------------------- | --------------------------------------------- |
| 1                                                             | 5 юни 1991                                    | „Колумбия“, мисия STS-40                      |                                               | Специалист по полезния товар                  | 9 денонощия 02 часа 14 мин. 20 сек.           |                                               |
| Сумарно време в космоса – 9 денонощия 02 часа 14 мин. 20 сек. |                                               |                                               |                                               |                                               |                                               |                                               |

## Награди
- Медал на НАСА за участие в космически полет (1991).